# Maëva Manceau
Maëva Manceau est une joueuse internationale de rink hockey née le 5 janvier 1997. Formée à l'ASTA Nantes et au Nantes ARH, elle participe en 2013 et 2015 au championnat d'Europe senior.

## Parcours sportif
En 2013, elle participe au championnat d'Europe. Elle bénéficie du fait que le sélectionneur veut faire acquérir de l'expérience à de jeunes joueuses en vue d'en intégrer certaines dans le groupe senior pour le championnat du monde suivant, durant lequel la France défend son titre à domicile. 
En 2015, elle est de nouveau sélectionnée en championnat d'Europe. 
En 2016, elle participe au championnat du monde disputé au Chili à l'issue duquel la France termine quatrième. 
| Date                       | Domicile  | Extérieur | Résultat |
| -------------------------- | --------- | --------- | -------- |
| 17 décembre 2013 à 21 h 15 | France    | Espagne   | 0 - 5    |
| 19 décembre 2013 à 20 h 0  | France    | Italie    | 1 - 2    |
| 20 décembre 2013 à 21 h 15 | Portugal  | France    | 7 - 1    |
| 21 décembre 2013 à 18 h 30 | Italie    | France    | 5 - 0    |
| 26 août 2015 à 19 h 0      | Italie    | France    | 6 - 1    |
| 29 août 2015 à 19 h 0      | Allemagne | France    | 4 - 0    |